# 1895 w literaturze
Wydarzenia literackie w 1895 roku.

## Nowe książki
- polskie
  - Quo vadis – Henryk Sienkiewicz
  - Rozdzióbią nas kruki, wrony... – Stefan Żeromski
  - Pielgrzymka do Jasnej Góry – Władysław Reymont

- zagraniczne
  - Wehikuł czasu (The Time Machine) – Herbert George Wells

## Urodzili się
- 21 stycznia – Davíð Stefánsson, islandzki poeta, dramatopisarz i nowelista (zm. 1964)
- 24 stycznia – Eugen Roth, niemiecki poeta, nowelista i humorysta (zm. 1976)
- 31 stycznia – Stanisław Młodożeniec, polski poeta, współtwórca futuryzmu (zm. 1959)
- 12 lutego – Vera Albreht, słoweńska poetka, pisarka, publicystka i tłumaczka (zm. 1971)
- 24 lutego – Wsiewołod Iwanow, rosyjski pisarz i dramaturg (zm. 1963)
- 19 marca – Maksym Rylski, ukraiński poeta i publicysta (zm. 1964)
- 29 marca – Ernst Jünger, niemiecki pisarz (zm. 1998)
- 1 kwietnia – Sara Fel-Jelin, żydowska poetka i pisarka (zm. 1968)
- 15 kwietnia – Corrado Alvaro, włoski powieściopisarz i dziennikarz (zm. 1956)
- 17 kwietnia – Tadeusz Bocheński, polski poeta, filozof i eseista (zm. 1962)
- 20 kwietnia – Henry de Montherlant, francuski pisarz (zm. 1972)
- 23 kwietnia – Gina Szwarc, polska pisarka żydowskiego pochodzenia (zm. 1973)
- 8 maja – Edmund Wilson, amerykański krytyk literacki, pisarz i dziennikarz (zm. 1972)
- 13 maja – Łarisa Rejsner, rosyjska pisarka i poetka (zm. 1926)
- 11 maja – Jan Parandowski, polski pisarz, prezes PEN Clubu (zm. 1978)
- 6 czerwca – Władimir Zazubrin, rosyjski dziennikarz, prozaik (zm. 1937)
- 24 lipca – Robert Graves, brytyjski powieściopisarz (zm. 1985)
- 10 sierpnia – Michaił Zoszczenko, rosyjski pisarz (zm. 1958)
- 3 października – Siergiej Jesienin, rosyjski poeta (zm. 1925)
- 30 października – Maria Kuncewiczowa, polska pisarka (zm. 1989)
- 3 listopada – Eduard Bagricki, radziecki poeta pochodzenia żydowskiego (zm. 1934)
- 11 listopada – Nima Yooshij, irański poeta (zm. 1960)
- 15 listopada – Antoni Słonimski, polski pisarz i felietonista (zm. 1976)
- 21 listopada – Konstanty Ćwierk, polski pisarz i poeta (zm. 1944)
- 26 listopada – Witold Hulewicz, polski poeta, krytyk literacki, tłumacz i wydawca (zm. 1941)
- 7 grudnia – Perec Markisz, rosyjski i żydowski pisarz, poeta i dramaturg tworzący głównie w języku jidysz (zm. 1952)
- 14 grudnia – Paul Éluard, francuski poeta (zm. 1952)
- 24 grudnia – Leon Sobociński, polski pisarz, satyryk, dziennikarz, działacz ludowy, badacz kultury Warmii i Mazur (zm. 1948)
- Lola Szereszewska, polsko-żydowska poetka i publicystka

## Zmarli
- 9 marca – Leopold von Sacher-Masoch, austriacki pisarz, nowelista i dramaturg (ur. 1836)
- 30 kwietnia – Gustav Freytag, niemiecki powieściopisarz i dramaturg (ur. 1816)
- 2 września – Jehoszua Heszel Schorr, żydowski publicysta i pisarz tworzący w jęz. hebrajskim (ur. ?)
- 4 listopada – Eugene Field, amerykański poeta (ur. 1850)
- 27 listopada – Aleksander Dumas (syn), francuski pisarz i dramaturg (ur. 1824)